# Reino de Granada (Corona de Castilla)
El Reino de Granada fue una jurisdicción territorial o provincia de la Corona de Castilla desde su reconquista en 1492 hasta la división territorial de España en 1833. Las localidades que lo componían según el Catastro de Ensenada pueden verse en el anexo Localidades del Reino de Granada.

## Historia
Tras el fin de la guerra de Granada el 2 de enero de 1492, el antiguo reino nazarí de Granada pasó a formar parte de la Corona de Castilla. Su símbolo, el fruto de la granada, se incorporó al escudo de la Monarquía Española y continúa figurando en el escudo de España en la actualidad. La ciudad entraría en una larga decadencia por la pérdida de su papel político y también el económico, ya que el descubrimiento de América sería el impulso para Sevilla, que se convertiría en el siglo XVI en la principal ciudad del sur de España. No obstante, el papel institucional de Granada sería muy destacado, pues obtuvo voto en Cortes (privilegio que solo tenían 17 ciudades), a su catedral se le concedió el rango de archidiócesis y su puesto en la planta judicial era solo igualado por Valladolid al acoger la Real Chancillería de Granada, con jurisdicción sobre la mitad sur de toda la Corona castellana.
Los problemas de integración —religiosos y étnicos, aunque con una clara base en peculiaridades socioeconómicas— de los moriscos con la población cristiana-vieja que pasó a ser la dominante socialmente, estallaron en la Rebelión de las Alpujarras de 1568-1571. Fue reprimida duramente y suscitó la dispersión de los moriscos por el interior de Castilla. El punto final de su presencia en España fue la definitiva y total expulsión de los moriscos de 1609.
Desde el punto de vista jurisdiccional el territorio del reino de Granada era tanto realengo como señorial. Entre los señoríos, todos laicos, los más destacados fueron los pertenecientes a la casa de Alba, la casa de Arcos, la casa del Carpio, la casa del Cenete, la casa de Medina Sidonia, la casa de los Vélez, la casa de Villena y la casa del Infantado, así como el estado de Çehel de las Alpujarras, el estado de Órgiva, el estado y casa de Baza, el estado de Bacares, el estado de Marchena y el señorío de Armuña, entre otros muchos de menor extensión.
A diferencia de los reinos secundarios castellanos, en especial de los andaluces, el Reino castellano de Granada fue el único que realmente gozó de una entidad política, administrativa y militar propia. Los reinos de Sevilla, Córdoba y Jaén, y todavía en menor medida los de Algeciras, Gibraltar y los Algarves, poseyeron la titulación de reino, pero la administración de los mismos fue unificada rápidamente en un ente superior llamado Andalucía. De este modo, el sur peninsular quedará dividido desde 1492, y hasta 1833, en dos entidades administrativas: Andalucía y Granada, cada cual con su estructura administrativa, judicial y militar propia. Mientras los reyes nombran una administración unificada y común para los reinos andaluces (con notario mayor de Andalucía, adelantado mayor de Andalucía, capitán general, audiencia y arzobispado con sede en Sevilla), el Reino castellano de Granada recibió su propio notario mayor, su adelantado mayor del reino de Granada, su capitán general, su arzobispo, su propia Audiencia y la Chanchillería. De este modo, con el establecimiento de sus representantes directos en Granada tras la Reconquista, los reyes dejaron clara la diferenciación entre Andalucía y Granada, presidida esta última por una tetrarquía político-religiosa, encabezada en sus inicios por el arzobispo Hernando de Talavera, el conde de Tendilla, Andrés Calderón y Hernando de Zafra.
En 1833, tras 341 años de existencia, el Real Decreto de 30 de noviembre suprimió el reino de Granada, creándose la actual provincia de Granada, que se formó uniendo localidades del reino homónimo, excepto las que pasaron a formar parte de la provincia de Almería, de la provincia de Málaga, provincia de Jaén y de la provincia de Cádiz. Actualmente la provincia está compuesta por los municipios que pueden verse en el anexo Municipios de la provincia de Granada.

El Reino de Granada según las Respuestas Generales del Catastro de Ensenada (1750-54).
Representación del escudo de armas del reino de Granada, una vez incorporado a la corona de Castilla en 1492.